# ادبیات کودکان (مجله)
ادبیات کودکان (انگلیسی: Children's Literature) یک ژورنال دانشگاهی است که سالانه توسط انجمن زبان مدرن و انجمن ادبیات کودکان بخش ادبیات کودکان منتشر می‌شود. این مجله در سال ۱۹۷۲ توسط فرانسلیا باتلر (Francelia Butler) پایه‌گذاری شد و رویکرد علمی را نسبت به بررسی ادبیات کودکان با چاپ مطالب و مقالات نظری و نیز با نقد کتاب‌ها ترویج می‌کند. انتشار این نشریه در حال حاضر توسط آماندا کوکرل (Amanda Cockrell) از دانشگاه هالینز (Hollins University) در روانوک ویرجینیا ویرایش می‌شود. سردبیر آن آر اچ دبلیو دیلارد (R. H. W. Dillard) است. ادبیات کودکان سالانه در ماه مارس توسط انتشارات دانشگاه جان هاپکینز منتشر می‌شود. هر شماره به‌طور متوسط حاوی ۳۰۰ صفحه است.